# Narzissen
Die Narzissen (Narcissus) bilden eine Pflanzengattung in der Unterfamilie der Amaryllidoideae innerhalb der Familie der Amaryllisgewächse (Amaryllidaceae). Die Art Narcissus pseudonarcissus  wird oft auch Osterglocke genannt. Der natürliche Verbreitungsschwerpunkt liegt in Südwesteuropa und Nordwestafrika. Nur wenige Arten kommen auch im Küstengebiet des östlichen Mittelmeers vor.
Innerhalb der Gattung bzw. der Systematik der Narzissen unterscheidet man je nach Autor zwischen 52 und 85 Arten und Hybriden.
Eine Bedeutung in der mitteleuropäischen Gartenkunst haben Narzissen seit etwa 1560 bis 1620, als sie gemeinsam mit Tulpen und Hyazinthen in die Gartenkultur gelangten. Heute gibt es mehr als 24.000 Kulturformen. Im Spätwinter und Frühjahr gehören Narzissen zu den wichtigsten Pflanzen des Blumenhandels.

## Etymologie
Die Bezeichnung Narzisse leitet sich von dem griechischen Wort νάρκειν narkein ab, welches „betäuben“ bedeutet (vgl. Narkose). Die Weiße oder Dichternarzisse, die auch in Griechenland wächst, strömt tatsächlich einen sehr intensiven und betäubenden Geruch aus. Die Römer übernahmen den griechischen Pflanzennamen νάρκισσος als narcissus. Ovid hatte in seinen Metamorphosen die Sage von dem Jüngling Narkissos geschildert und dabei die Pflanze so eindeutig beschrieben, dass es sich zweifelsfrei um die heute als Narzissen bezeichneten Pflanzen handelte. Als Carl von Linné sein binäres System der Pflanzennamen (Binomen) schuf, behielt er das Wort Narcissus bei. Die Bezeichnung Narcissus poeticus für die Dichternarzisse ist allerdings erstmals von Matthias Lobelius verwendet worden.

## Beschreibung und Ökologie

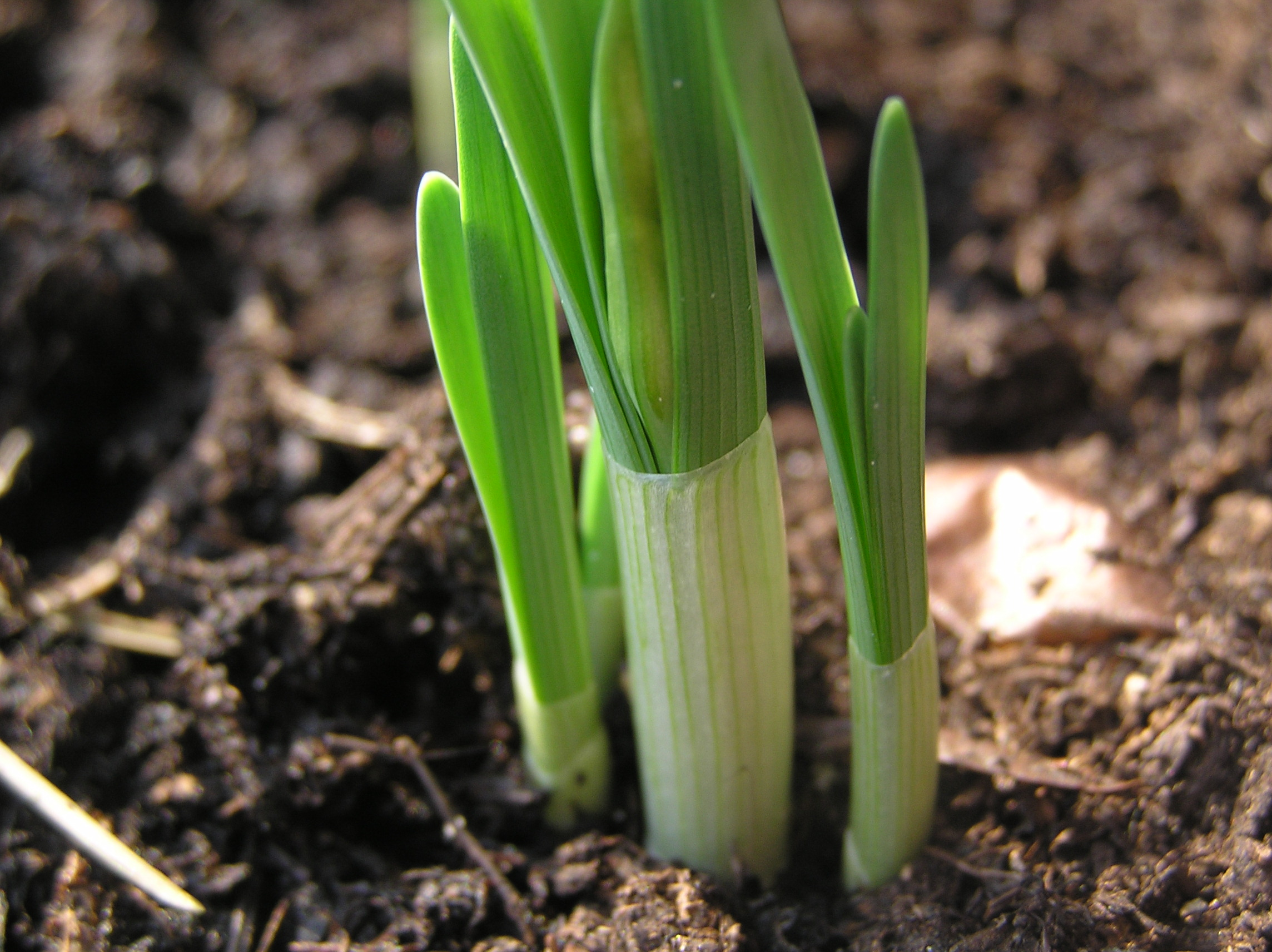
Austreibende Narzissen – deutlich zu erkennen sind die Scheidenblätter, die die Blätter köchergleich zusammenhalten

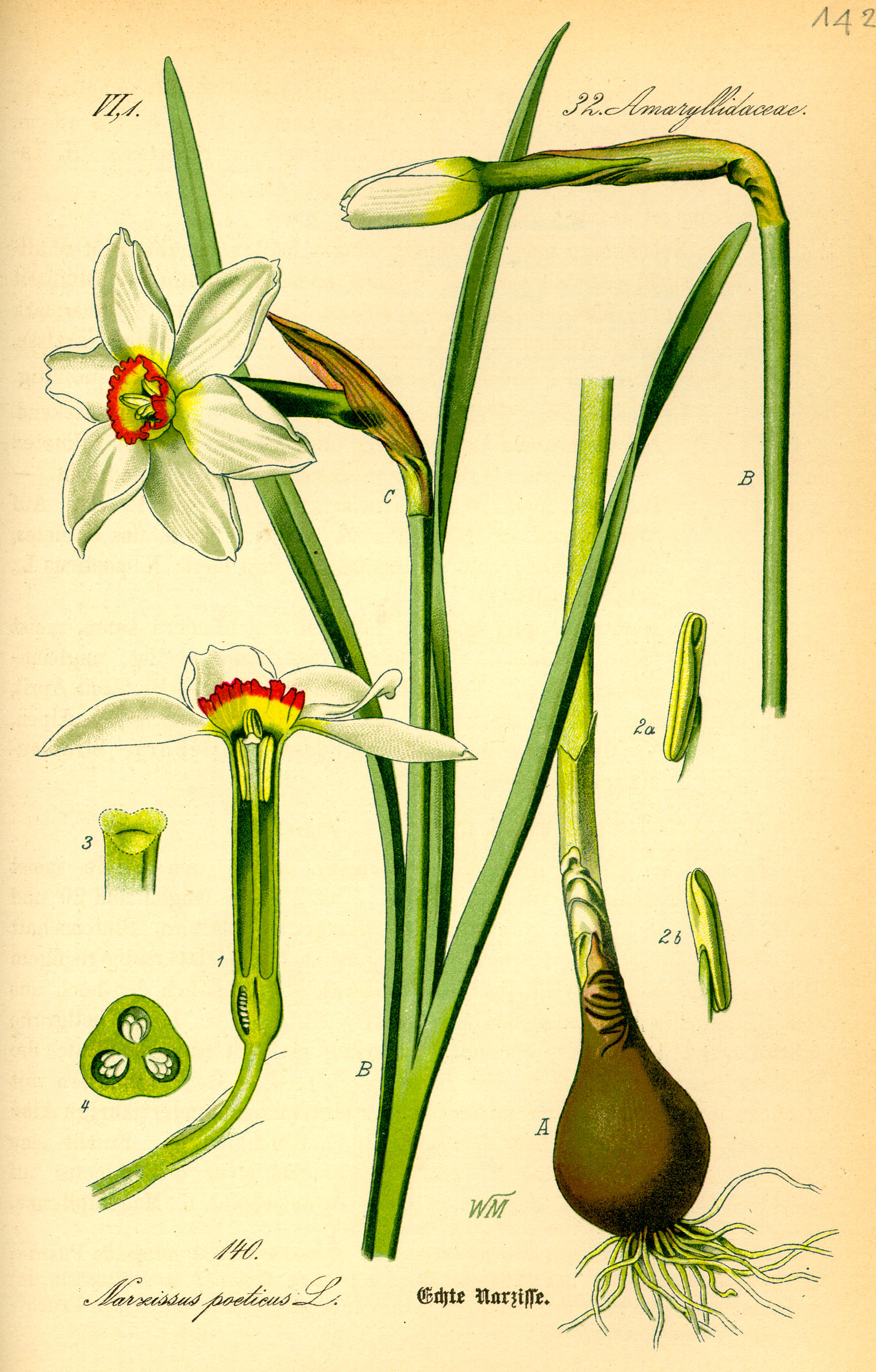
Illustration der Weißen Narzisse, auch Dichternarzisse genannt
(Narcissus poeticus)

### Erscheinungsbild
Narzissen-Arten sind ausdauernde krautige Pflanzen, die je nach Art Wuchshöhen von 5 bis 80 Zentimetern erreichen. Zu den „Zwergen“ unter den Narzissen-Arten zählt Narcissus asturiensis, die von 5 bis 8 Zentimeter hoch wird. Zu den größten Arten zählt die in Mitteleuropa nur sehr selten angebaute Italienische Narzisse, die bis zu 80 Zentimeter lange Blütenstandsschäfte ausbildet.

### Zwiebeln
Als Überdauerungsorgane bilden Narzissen-Arten Zwiebeln. Die Zwiebelbasis bei Narzissen wird von einer korkartigen Bodenplatte gebildet. Aus dieser entspringen die Saugwurzeln, die sich ringförmig am äußeren Rand befinden und bis zu 40 Zentimeter lang werden. Wenn die Pflanze im Hochsommer ihre Blätter einzieht, werden diese Saugwurzeln gleichfalls abgebaut.
Ab dem dritten Jahr bilden Sämlinge auch Zugwurzeln aus. Diese verkürzen sich im Laufe einer Wachstumsperiode um mehrere Millimeter und sind daher in der Lage, die Zwiebeln tiefer in den Boden zu ziehen. Das Wachstum der Zwiebel erfolgt von innen nach außen, so dass die im Vorjahr gebildeten Zwiebelschalen nach außen gedrängt werden. Diese verfärben sich braun und werden trocken, so dass sie die Zwiebel als eine gegen Austrocknung schützende, jedoch lose sitzende Schale umgeben. Insbesondere die Wildarten können sehr viele solcher Zwiebelhäute ausbilden. Bei einigen Naturarten hat man bis zu 60 gezählt.
Auf dem Zwiebelboden entwickelt sich der Blütenstängel, auf dem in einem knospigen Zustand die Blütenanlage des folgenden Frühjahrs vorhanden ist. Darum herum befinden sich jeweils zwei bis drei Laub- und Scheidenblätter. Der Blütenstängel und die Blütenanlage des übernächsten Jahres befinden sich in der Achsel des zweiten Laubblattes.

### Laubblätter
Die Formen der Laubblätter von Narzissen-Arten reichen von linealisch bis riemenförmig. Bei einigen Arten wirken die Laubblätter fast grasartig oder sie sind gar stielrund. Blühstarke Narzissen haben drei, in seltenen Fällen sogar vier Laubblätter. Noch nicht blühfähige Zwiebeln bilden dagegen meist nur zwei Laubblätter aus. Die Laubblätter besitzen eine dicke, stark Cutin-haltige Cuticula. Dies verleiht ihnen eine glatte, wachsartige Oberfläche.
Bei den meisten Arten überragen die Laubblätter im ausgewachsenen Zustand den Blütenstandsschaft. Bei wenigen Arten biegen sich die Laubblätter während der Blütezeit in Richtung Boden. Am unteren Ende, knapp über dem Boden, werden die Laubblätter von zwei farblosen Scheidenblättern umfasst. Die Blattfarbe variiert zwischen mittelgrün und blaugrün. Bei im Frühjahr blühenden Narzissen vergilben die Laubblätter im Hochsommer und sterben ab, sobald die Samen reif werden: Die Pflanzen „ziehen ein“, wie die Gärtner sagen.

### Blütenstände und Blüten

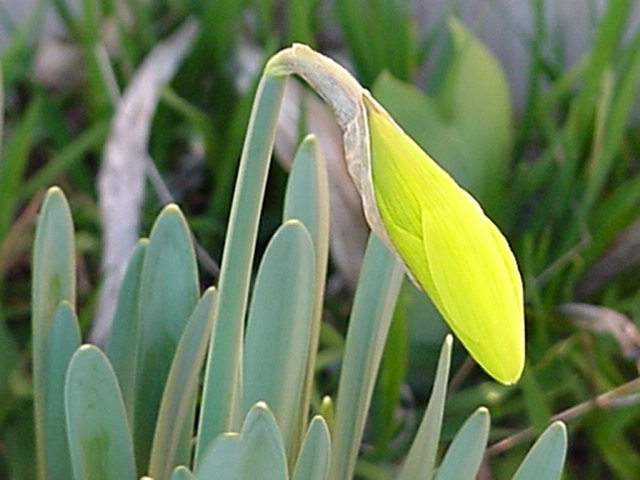
Noch knospige Blüte einer Narzissensorte mit nur einer Blüte je Blütenstand, der spathaartige Schutz ist noch gut zu erkennen

Narzissen-Arten haben blattlose und ungeteilte Blütenstandsschäfte. Die Form des Blütenstandsschaftes ist artabhängig. Einige Arten haben etwas zusammengedrückte Blütenstandsschäfte mit einem deutlich sichtbaren Kiel. Bei anderen Arten ist der Blütenstandsschaft rund. Grundsätzlich steht der Blütenstandsschaft aufrecht und befindet sich in der Mitte der Laubblätter, da das apikale Meristem erst die Laubblätter und zuletzt die Blüte anlegt. Der Blütenstandsschaft ist dabei im oberen Teil hohl und in Richtung Zwiebel zunehmend mit einem schwammigen Gewebe gefüllt. Bei einigen wenigen Arten wie etwa Narcissus hedraeanthus steht der Blütenstandsschaft schräg.
Die stark gestauchten, traubigen Blütenstände erscheinen doldig und enthalten ein bis zwanzig Blüten. Die Tragblätter sind spathaartig und umhüllen die Blütenknospen.
Die zwittrigen Blüten sind dreizählig. Die Blütenfarbe der Narzissen-Arten reicht von Weiß über Gelb bis Orange. Die Blütenhülle ist, wie bei monokotylen Pflanzen üblich, nicht in Kelch und Krone gegliedert, sondern besteht aus gleichaussehenden Blütenhüllblättern. Man spricht daher von einem Perigon mit sechs Tepalen (Perigonblätter). Zusätzlich besitzen Narzissen eine Nebenkrone.
Die Blütenform ist sehr variabel. Die Perigonblätter – im Folgenden auch zusammenfassend als Hauptkrone bezeichnet – können je nach Art im rechten Winkel zur Blütenachse stehen, sich nach vorne neigen oder nach hinten umgeschlagen sein. Letzteres ist vor allem bei den Alpenveilchen-Narzissen und der von ihr abstammenden Sorten typisch. Bei einigen Arten wie beispielsweise der Reifrock-Narzisse ist die Hauptkrone sehr klein und unauffällig. Der Reiz dieser Narzissen liegt in der dominierenden Nebenkrone.
Die Nebenkrone (manchmal auch Paracorollar genannt) wurde im Lauf der Entwicklung der Narzissen-Blüte aus den in der Blüte vorhandenen Staubfäden gebildet. Diese verwuchsen zu einem röhrenförmigen Gebilde. Anfangs noch vorhandene, innen anheftende Staubbeutel wurden reduziert. Im Laufe der weiteren Entwicklung bildete die Blüte neue Staubblätter aus. Die übrig gebliebene Nebenkrone bildet an ihrer Basis intensiv riechende Duftstoffe, weshalb sie auch als Duftmal bezeichnet wird. Aufgrund dieser Funktion fördert die Nebenkrone den Besuch der Blüte durch potentielle Bestäuber. Die Nebenkrone war und ist das Ziel intensiver züchterischer Bearbeitung und bildet je nach Länge eine Trompete, einen Becher oder eine Schale aus oder ist, wie bei der Dichternarzisse, sehr stark zurückgebildet.
Die Blüte enthalten sechs Staubblätter und einen Stempel mit einem dreinarbigen Griffel. Bei den meisten Arten enthält jede der Fruchtknotenkammern 12 Samenanlagen.

### Früchte und Samen
Aus befruchteten Blüten entwickeln sich dreikammerige Kapselfrüchte mit zahlreichen Samen. Bei den meisten Arten enthält die Kapselfrucht maximal 36 Samen; bei einigen wenigen Arten, wie beispielsweise der Reifrock-Narzisse ist die Zahl der Samen höher. Keine der Arten bildet jedoch mehr als 60 Samen aus. Bis zu ihrer Reife benötigen Samen etwa fünf bis sechs Wochen. Bei den Narzissen der Sektion Jonquillae und der Sektion Bulbocodium sind die reifen Samen keilförmig und mattschwarz, bei den anderen Sektionen länglichrund und glänzend schwarz.
Bei den Kapselfrüchten handelt es sich um Spaltkapseln, die bei Reife an den Rückennähten jeden Fruchtblattes aufreißen. Man bezeichnet diese Kapseln entsprechend auch als rücken- oder fachspaltig beziehungsweise als lokulizid. Narzissen sind dabei Wind- und Tierstreuer. Ein Windstoß oder die Bewegung durch ein vorbeistreifendes Tier reicht aus, um den Samen aus der Kapselfrucht herausfallen zu lassen.

## Verbreitung

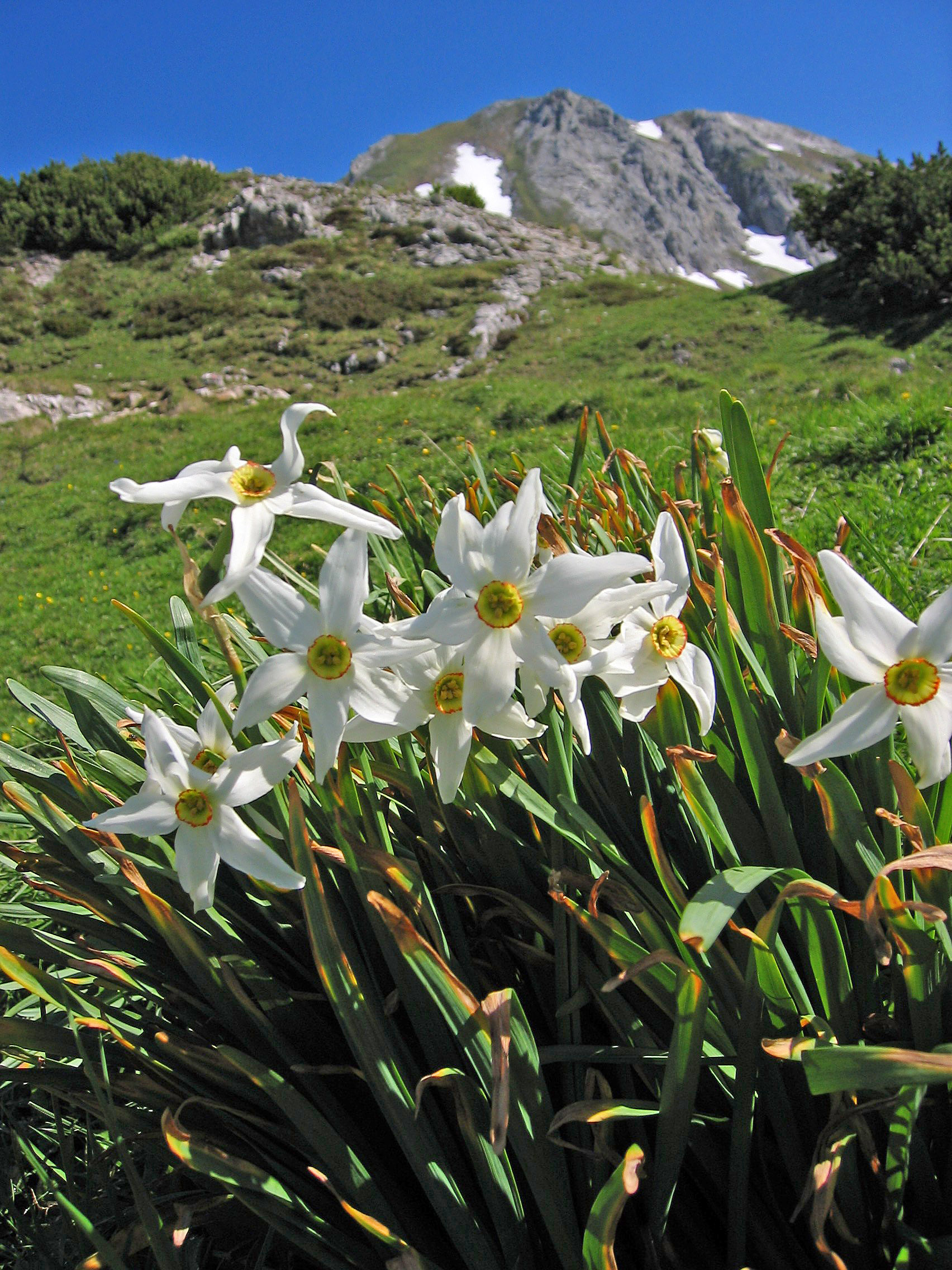
Stern-Narzisse in der Steiermark (Österreich) auf etwa 1750 m Höhe

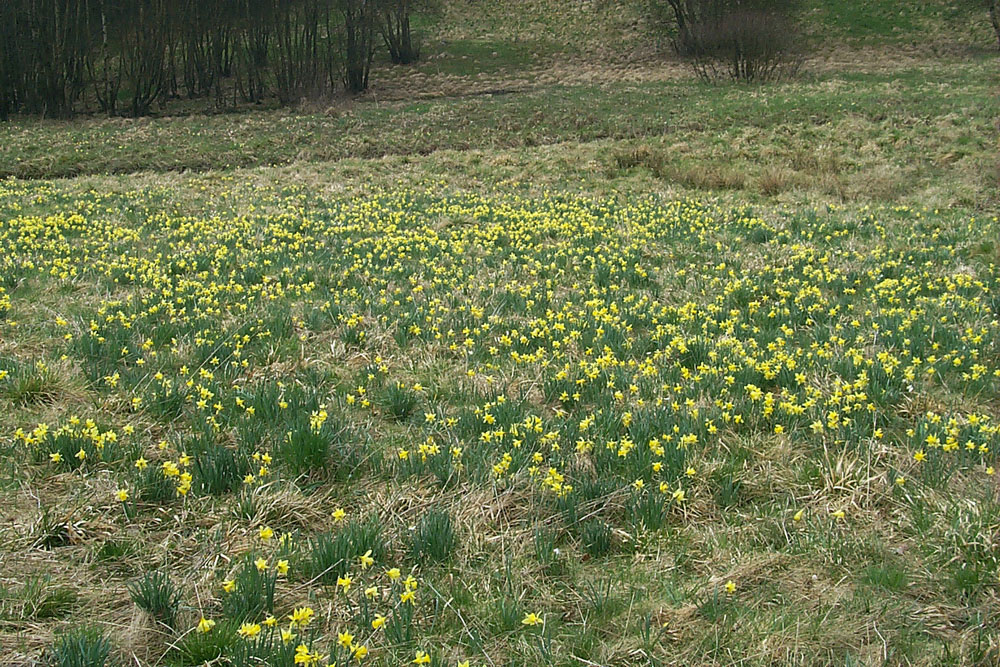
Wildnarzissen im Eifeler Perlenbachtal

Narzissen waren ursprünglich im südlichen Europa beheimatet mit Hauptverbreitungsschwerpunkt auf der Iberischen Halbinsel. Von dort aus haben einige Arten den Sprung über die Meerenge von Gibraltar geschafft und besiedeln heute auch die nordwestafrikanische Küste. Die herbstblühende Narcissus elegans ist beispielsweise heute an der Küste von Marokko bis Libyen zu finden. Sie kommt außerdem an den Küsten Korsikas, Sardiniens und Italiens vor. Ähnliches gilt für die Reifrock-Narzisse (Narzissus bulbocodium), die in Nordafrika in einem schmalen Verbreitungsband von Tanger bis nach Algier vorkommt. Zwischen Tanger und Marrakesch weist sie außerdem ein disjunktes Verbreitungsgebiet auf und ist außerdem auf der westlichen Iberischen Halbinsel zu finden. Die Küsten des gesamten Mittelmeerraumes dagegen hat Narcissus serotinus besiedelt. Die Strauß-Narzisse (Narcissus tazetta) findet man auch im Iran und im Kaschmir. Da diese Narzissenart zu den ältesten in Kultur befindlichen und am frühesten züchterisch bearbeiteten Narzissen gehört, muss man davon ausgehen, dass sie zumindest im Kaschmir eingeführt wurde.
Besonders großräumige Verbreitungsgebiete weisen die Dichter-Narzisse (Narcissus poeticus) und die als Osterglocke bekannte Narcissus pseudonarcissus auf. Das Verbreitungsgebiet der Dichternarzisse reicht in östlicher Richtung von den Pyrenäen entlang der rumänischen Karpaten bis zum Schwarzen Meer und entlang der dinarischen Küste bis nach Griechenland. Die Osterglocke kommt von der Iberischen Halbinsel über die Vogesen bis nach Nordfrankreich und Belgien vor und hat auch den Sprung nach Großbritannien geschafft, wo es wilde Bestände noch in Südschottland gibt. Das einzige Vorkommen in Luxemburg  befindet sich in der Nähe von Lellingen, einem Ortsteil der Gemeinde Kiischpelt.
In Deutschland ist es vor allem das Naturschutzgebiet Perlenbach-Fuhrtsbachtal und der Nationalpark Eifel, wo man im Frühjahr unweit von Monschau auf Wiesen mit den gelbblühenden Wildnarzissen trifft. Eines der östlichsten Vorkommen findet man in Misselberg bei Nassau an der Lahn.
Die überwiegende Zahl der Narzissenarten hat, verglichen mit den oben genannten Arten, nur ein sehr kleines Verbreitungsgebiet. Die Verbreitungsgebiete der Arten überlappen sich dabei und bilden an diesen Stellen auch Naturhybriden aus. So findet man in der Nähe der portugiesischen Stadt Porto eine Region, in der sowohl die Osterglocke als auch Narcissus triandrus vorkommen. Dort treten verschiedene Kreuzungen aus den beiden Arten auf. In einem kleinen Teilabschnitt entlang des portugiesischen Flusses Montego findet man dagegen Kreuzungen zwischen Narcissus scaberulus und Narcissus triandrus.

## Standortanforderungen
Die Standortanforderungen der einzelnen Narzissenarten sind sehr variabel. Überwiegend bevorzugen sie jedoch saure Böden; einige wenige Arten wachsen allerdings auch auf Kalk, andere, wie etwa Narcissus scaberulus, wachsen auf Granitböden, die während der Wachstumsperiode sehr feucht sind, aber in den Sommermonaten vollständig austrocknen. Auch Narcissus dubius gedeiht nur in Regionen mit heißen und trockenen Sommern.
Die auch in Deutschland wildwachsende Osterglocke schätzt dagegen kalkarme, lichte Standorte auf Bergwiesen oder in Mischwäldern aus Tannen, Buchen, Eichen, Erlen, Eschen und Birken und bevorzugt einen gut dränierten Stand in kleinen Gruppen.

## Krankheiten und Schädlinge

### Virus- und Pilzkrankheiten

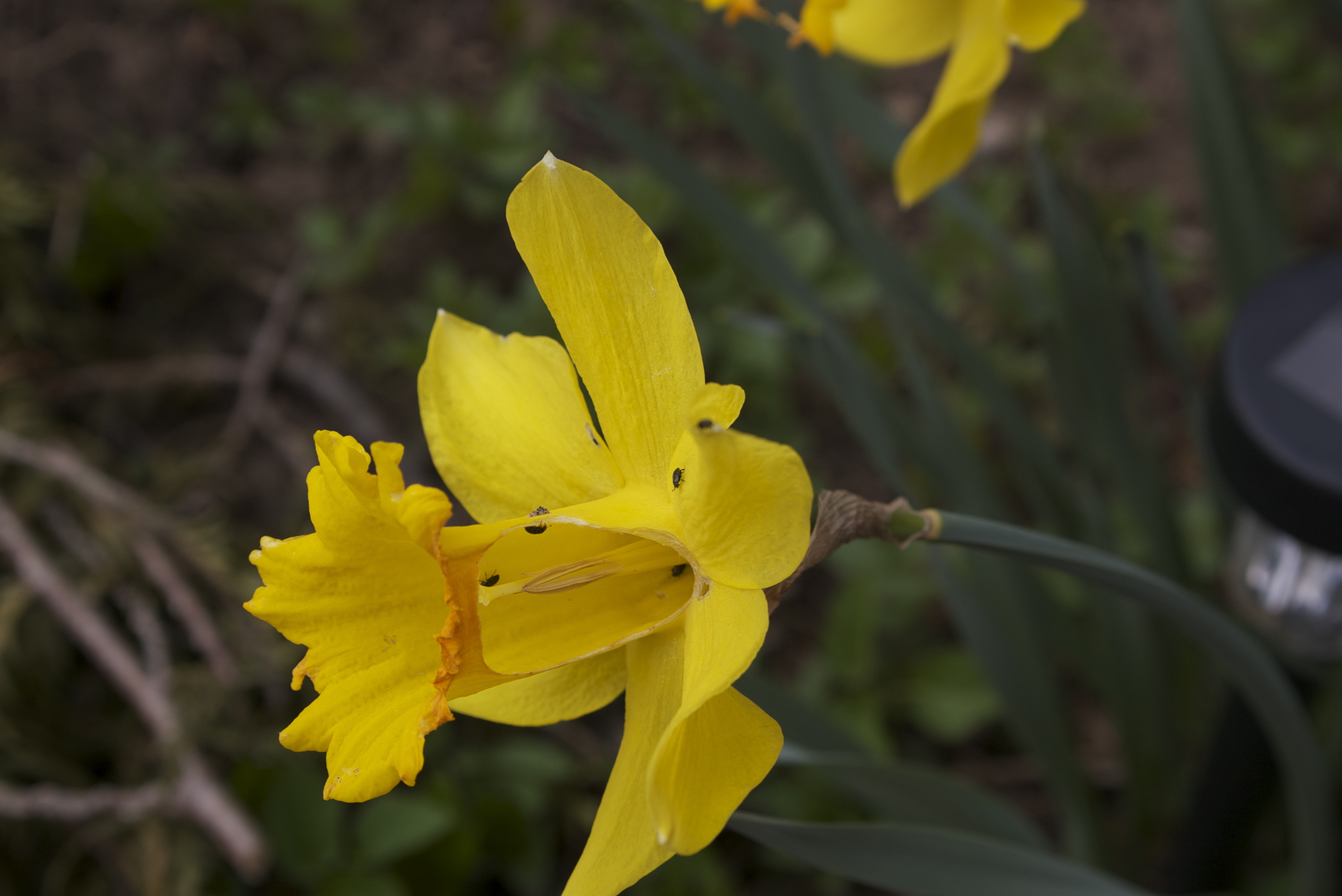
Osterglocke. Die Krankheiten und Schädlinge der Narzissen können vor allem im kommerziellen Anbau erhebliche finanzielle Schäden nach sich ziehen.

Vor allem durch Blattläuse werden gelegentlich Virenkrankheiten auf Narzissen übertragen, die Färbung und Form der Blätter verändern. Dazu zählen Narzissen-Mosaik, Narzissen-Grauvirus, Braunfleckigkeit und Silberblättrigkeit. Problematisch sind diese Krankheiten nur in auf Narzissen spezialisierte Gärtnereien, da Blattläuse nur selten Narzissen befallen. Die Wachstumshemmungen, die durch die Virenkrankheiten ausgelöst werden können, können einen erheblichen wirtschaftlichen Schaden anrichten.
Problematischer auch für Privatgärtner ist dagegen die Zwiebelbasalfäule, eine durch den Pilz Fusarium oxysporum f. sp. narcissi verursachte Krankheit, bei der die Zwiebeln verfaulen und die Narzissenblätter weit vor der normalen Zeit vergilben. Befallene Pflanzen müssen sofort entfernt werden, da der Pilz für mehrere Jahre im Erdboden verbleiben kann. An den Stellen, an denen erkrankte Narzissen gestanden haben, sollten für die nächsten fünf Jahre keine Narzissen mehr gepflanzt werden. Einige Narzissenarten und die von ihnen abstammenden Sorten sind jedoch resistent gegen diese Pilze. Dazu zählen die Engelstränen-Narzissen, die Tazetten und die Jonquillen. Befall mit dem Schimmelpilz Botrytis narcissicola führt gleichfalls zum Verlust der Zwiebeln. Er entsteht vor allem bei nicht sachgerechter Lagerung. Gärtnereien behelfen sich mit kupfersulfathaltigen Mitteln oder verbrennen stark infizierte Zwiebeln.
Der Pilz Sclerotinia polyblastis greift dagegen nicht die Zwiebeln an, sondern bildet auf den Blütenknospen und schnittreifen Stängeln kleine wässrige oder braune Flecken. Diese Krankheit ist vor allem für den kommerziellen Anbau bedrohlich, da sie insbesondere bei feuchter Witterung zum völligen Ausfall der Schnittblumenernte führen kann. Zu einer Blattschädigung führt auch der Schimmelpilz Ramularia vallisumbrosae, der nur in wärmeren Regionen auftritt. Er führt zu gräulichen oder gelblichen Flecken auf den Laubblättern. Der Pilz Stagonospora curtisii dagegen führt zu bräunlichen Blattspitzen beziehungsweise zu bräunlichen Flecken auf den Blättern. Beide letztgenannten Pilze greifen jedoch nur die Blätter an. Die Zwiebeln werden nicht befallen. Bei dem Pilz Radopastie leksose werden die Blattspitzen bräunlich, zudem wird der Blattwuchs eingeschränkt.

### Tierische Schädlinge

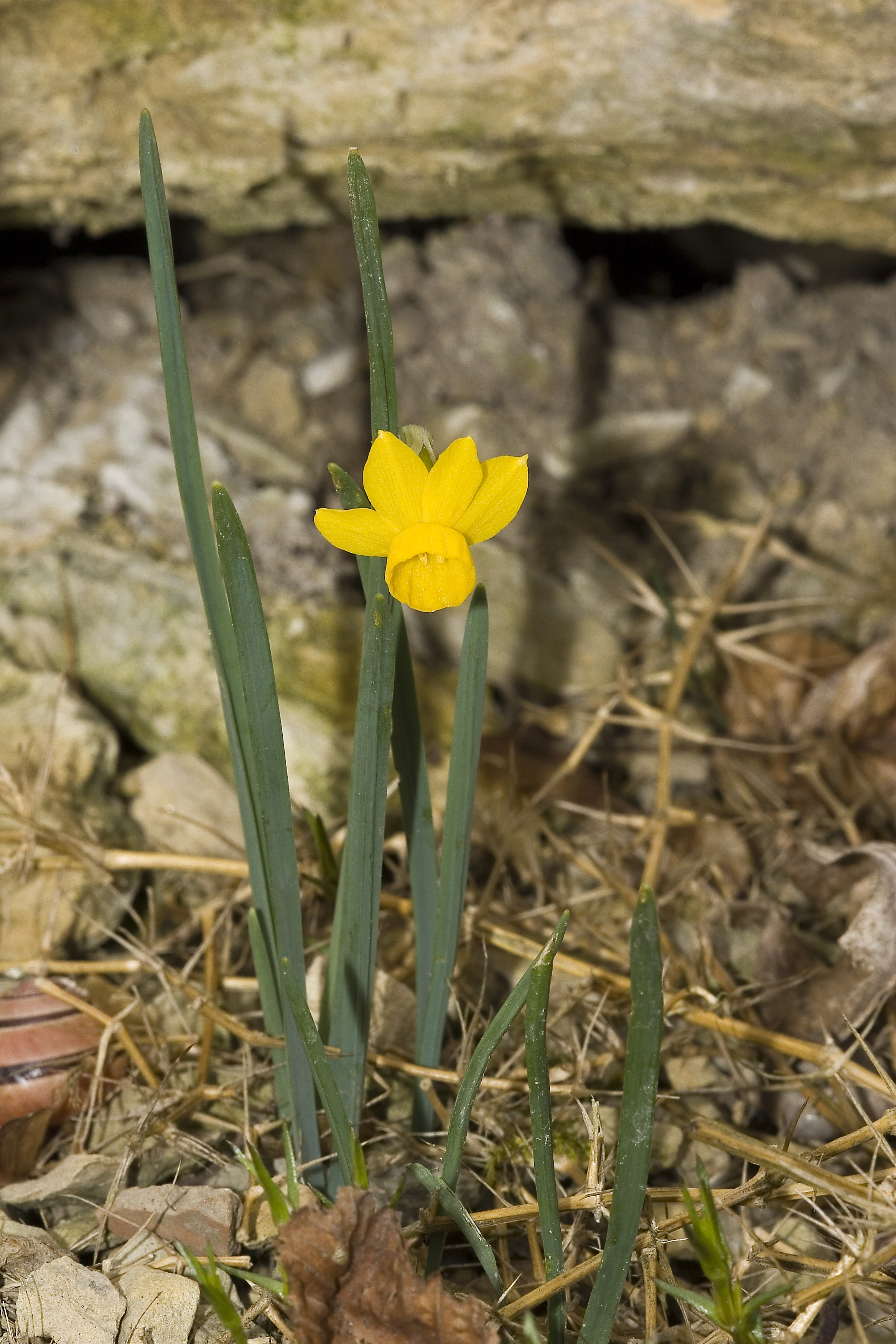
Narcissus calcicola

Es gibt drei Fliegenarten, deren Larven Narzissenzwiebeln schädigen. Dies sind die Große Narzissenfliege (Merodon equestris) und die zwei Fliegenarten Eumerus tuberculatus und Eumerus strigatus, die im Deutschen beide als Kleine Narzissenfliege bezeichnet werden. Die Fliegen legen bis Ende Juni ihre Eier am Grund der Narzisse ab, wobei ein einziges Fliegenweibchen bis zu fünfzig Eier legen kann. Die schlüpfenden Maden bohren sich durch den Boden zur Zwiebel und fressen deren Inneres. Sie überwintern in der leeren Zwiebelhülle, verlassen diese im April und verpuppen sich dann im Boden, um im Mai auszufliegen.
Milben befallen vor allem gelagerte Zwiebeln und vermehren sich besonders bei hoher Umgebungstemperatur. Bei gepflanzten Zwiebeln können sie keinen großen Schaden mehr anrichten. Hier sind es vor allem Nematoden, die bei starkem Befall das Leitungssystem verstopfen können, so dass die Laubblätter langsam verkrüppeln oder vergilben, während gleichzeitig höckerige Ausbuchtungen sichtbar werden. Hauptverantwortlich für dieses Erscheinungsbild ist vor allem Ditylenchus dipsaci, der auch andere Pflanzen wie Allium, Stellaria, Plantago und Hieracium befällt. Befallene Zwiebeln müssen vernichtet werden. Auf Flächen, auf denen Narzissen einen starken Nematodenbefall aufwiesen, sollten für die nächsten fünf Jahre keine anfälligen Pflanzenarten gepflanzt werden. Im Hausgarten werden solche Flächen häufig mit Tagetes bepflanzt.
Schnecken schädigen bei aus kräftigen Zwiebeln hervorwachsenden Narzissen weder Laub noch die Zwiebel. Sie können jedoch die Blüten abfressen. Gefährdet sind außerdem die Sämlinge aus Narzissensamen.

## Inhaltsstoffe von Narzissen

### Alkaloide

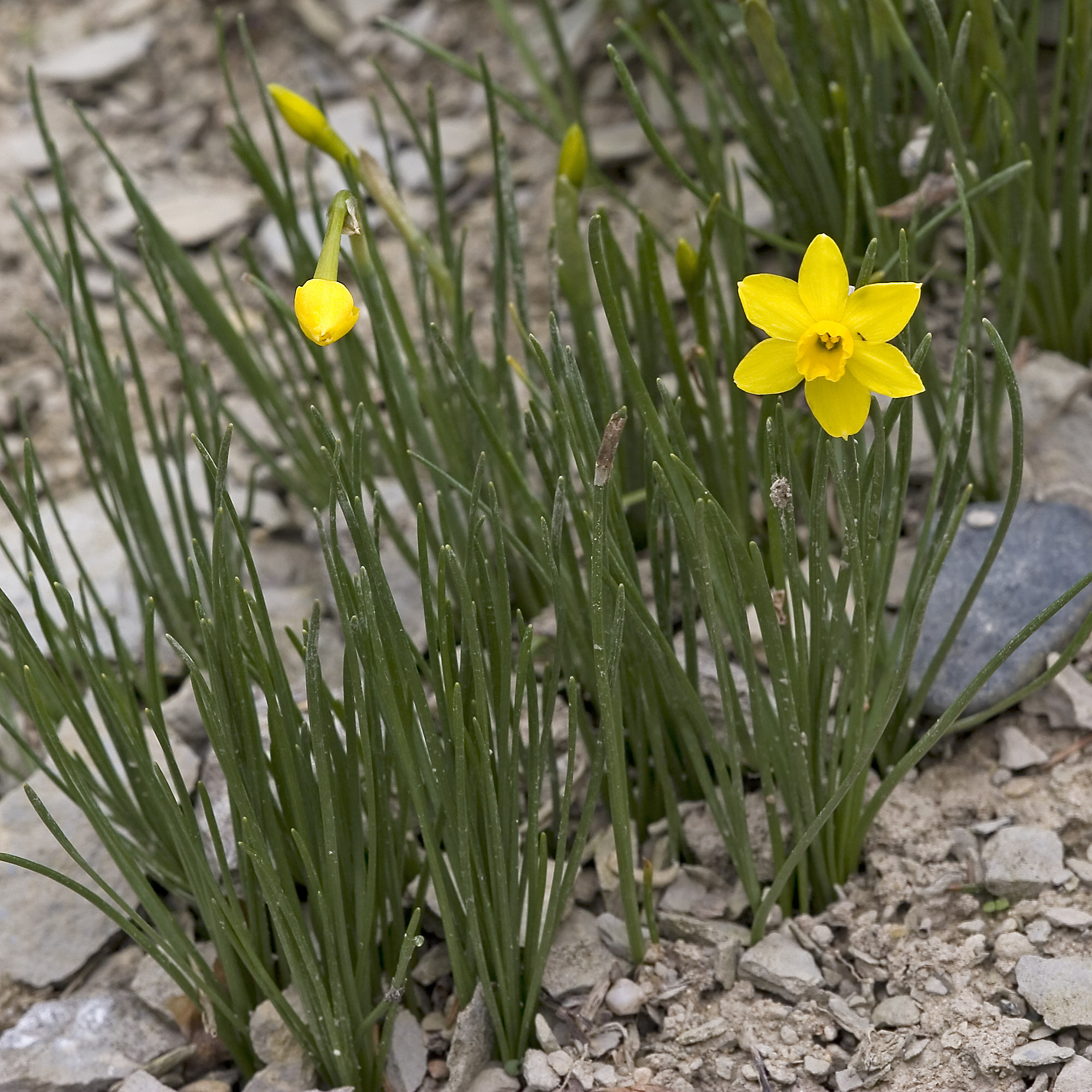
Narcissus assoanus

Ein besonderes Merkmal der Amaryllidaceae ist das durchgängige Vorkommen einer exklusiven Gruppe von Alkaloiden, die aus den Pflanzen aller Gattungen dieser Familie isoliert werden konnten. Die Amaryllidaceae-Alkaloide stellen eine große und noch expandierende Gruppe von Isochinolin-Alkaloiden dar, von denen die meisten in keiner anderen Pflanzenfamilie bekannt sind. Seit der Isolierung des ersten Alkaloids, Lycorin, aus Narcissus pseudonarcissus (Gelbe Narzisse) wurden beachtliche Fortschritte bei der Identifikation weiterer Vertreter gemacht. Fast 100 dieser Verbindungen wurden dabei in der Gattung Narzissen (Narcissus) nachgewiesen, was grob einem Drittel aller isolierten Amaryllis-Alkaloiden entspricht. Die beiden häufigsten Alkaloide in der Gattung Narcissus sind der Gruppe der Lycorine und Homolycorine zuzuordnen, wobei sich Arten bezüglich der Zusammensetzung deutlich unterscheiden können. Aus der ikonischen Gelben Narzisse (Osterglocke) konnten beispielsweise Lycorin, Homolycorin, Masonin und Heamanthamin isoliert werden. Die Dichternarzisse (Narcissus poeticus) enthält ebenfalls Lycorin, abseits davon aber deutlich andere Inhaltsstoffe mit Substanzen wie Poetamin, 9-O-Methylpseudolycorin, Galanthin, Narzissidin und Ungiminorin.
Amaryllidaceae-Alkaloide kommen in allen Pflanzenteilen vor und können für Menschen giftig sein. Der Verzehr von Narzissenzwiebeln der Gelben Narzisse führt zu Vergiftungserscheinungen, die sich in Symptomen wie Würgereiz, Erbrechen, Diarrhoe, Schläfrigkeit, Schweißausbrüche oder Benommenheit äußern. Dies wird hauptsächlich auf den Bestandteil Lycorin zurückgeführt. Bei größeren Dosen kann es auch zu Lähmungserscheinungen und Kreislaufzusammenbrüchen kommen, die im schlimmsten Fall zum Tod führen können.
Durch den Pflanzensaft der Gelben Narzisse können lokal Hautreizungen auftreten (Kontaktdermatitis), die auch als „Narzissenkrankheit“ bezeichnet werden und vor allem bei Gärtnern auftreten kann. 95 % dieser Kontaktdermatidien sind jedoch rein irritativ und entstehen durch ein Zusammenspiel von Kalziumoxalatkristallen, welche die Haut verletzen, und den giftigen Alkaloiden, denen so eine Eintrittspforte verschafft wird. In Tierversuchen konnte dabei bestätigt werden, das Masonin und Homolycorin als schwache Kontaktallergene wirken.

## Analytik der Inhaltsstoffe
Zur Analytik der Inhaltsstoffe der Pflanze und ihrer Zwiebeln kommen nach angemessener Probenvorbereitung chromatographische Verfahren in Kopplung mit der Massenspektrometrie zum Einsatz.

## Kulturgeschichte

### Altertum
Der älteste Beleg, dass Narzissen als Blumenschmuck verwendet wurden, ist ein in einem altägyptischen Grab gefundener Kranz aus weißblühenden Tazetten.
Der im achten oder siebten Jahrhundert vor Christus lebende griechische Dichter Stasinos erwähnt sie im Epos Kypria (Κύπρια), „Zyprische Gesänge“, in dem er die Blumenpracht der Insel Zypern besingt, ebenfalls Narzissen (Wie Ambrosia die Blüten der Narzissen). Theophrast (371–287) erwähnt gleichfalls eine Blume mit der Bezeichnung narkissos und dürfte damit die Narcissus serotinus gemeint haben, die in den Küstengebieten Griechenlands und im südlichen Kleinasien vorkommt.
Die in Pompeji ausgegrabenen Wandgemälde weisen darauf hin, dass die Römer neben der Dichternarzisse auch die Osterglocke bereits kannten.

### Gartenkultur im westlichen Europa

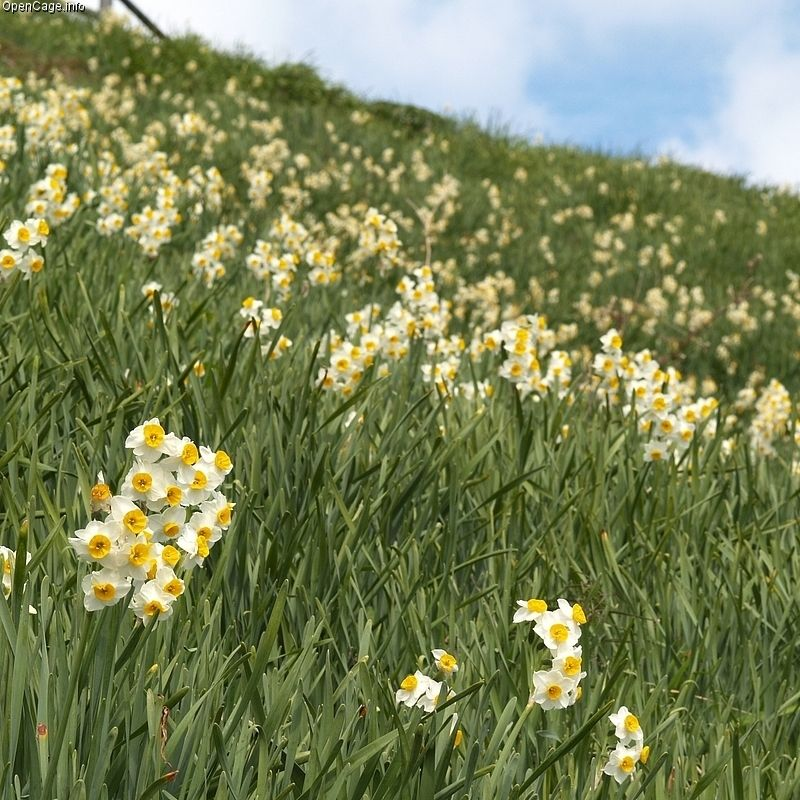
Dichter Bestand von Tazetten – Tazetten wurden bereits im alten Ägypten als Blumenschmuck verwendet

In Mitteleuropa wird die Narzisse bis nach dem Mittelalter kaum in Schriften erwähnt. Sie ist gelegentlich in der Buchmalerei zu sehen und erscheint im späten Mittelalter auch auf mittelalterlichen Tafelgemälden, und zwar insbesondere auf solchen, die die Kreuzigungsszene darstellt. Im Wallraf-Richartz-Museum in Köln gibt es ein als „Kalvarienberg“ bezeichnetes Gemälde eines unbekannten Meisters aus dem ausgehenden Mittelalter, auf dem Narzissen als Symbol der Hoffnung auf die Wiederauferstehung zu sehen sind. Zu den wenigen, die die Narzisse auch schriftlich erwähnen, zählt Albertus Magnus (um 1200–1280) (De vegetabilibus et plantis), der ein Kraut namens narcissus erwähnt, dessen Blätter er mit denen von Lauch vergleicht.
Während der Renaissance wurde es in Mittel- und Zentraleuropa üblich, Gärten und Parkanlagen mit möglichst exotischen Zierpflanzen zu gestalten. In der Zeit von 1560 bis 1620 wurden insbesondere aus dem südlichen und südöstlichen Europa vor allem Tulpen, Hyazinthen sowie Narzissen eingeführt. Joachim Camerarius (1534–1598) pflegte 1588 in seinem Nürnberger Garten bereits neun unterschiedliche „Sippen“ von Narzissen; der Hortus Eystettensis verzeichnet für das Jahr 1613 bereits 43. Die Narzisse erlangte in dieser Zeit keine so große Popularität wie die Tulpe, die vor allem in der sogenannten Tulpenmanie zu einem begehrten Spekulationsobjekt wurde. Man baute aber bereits im größeren Stile Trompetennarzissen an und verkaufte Dichter- und Reifrocknarzissen. Auch erste gefüllte Narzissen wurden aus Istanbul importiert. Im frühbarocken Garten zählte die Narzisse gemeinsam mit den Tulpen zu den wichtigsten Blütenprachtpflanzen im Frühjahr. Und der Pfarrer und Kirchenlieddichter Paul Gerhardt (1607–1676) widmete ihnen eine Strophe seines bekannten Liedes Geh aus, mein Herz, und suche Freud:
Narzissus und die Tulipan

Die ziehen sich viel schöner an,

Als Salomonis Seide
Ein Katalog einer niederländischen Gärtnerei aus dem Jahre 1739 zählte bereits 50 Sorten auf, darunter mit 'Soleil d’Or' sogar eine Sorte, die bis heute im Handel erhältlich ist. Narzissen wurden zu dieser Zeit vor allem im Haus gepflegt; ein besonderes Interesse brachte man mehrblütigen Tazetten entgegen. Zu Beginn des 20. Jahrhunderts wurden allein 50 Millionen Zwiebeln der Tazettensorte 'Paper White' von den Niederlanden aus in die USA exportiert.
Insbesondere Großbritannien hat in der Narzissenkultur eine große Rolle gespielt. 1804 widmete William Wordsworth (1770–1850), eine der führenden Figuren der englischen Romantikbewegung den Narzissen sein Gedicht I Wandered Lonely as a Cloud, dessen erste Strophe lautet:
I wandered lonely as a cloud

That floats on high o’er vales and hills,

When all at once I saw a crowd,

A host, of golden daffodils;

Beside the lake, beneath the trees,

Fluttering and dancing in the breeze
Die erste Narzissenkonferenz wurde 1884 von der Royal Horticultural Society in Großbritannien veranstaltet. 1898 folgte in Birmingham die Gründung der Vorläuferorganisation der jetzigen Daffodil Society, einer Organisation, die besonders attraktive Narzissen jährlich mit Preisen auszeichnet. Die weltweit bekannteste Fachzeitschrift zur Narzissenkultur wird allerdings heute von der American Daffodil Society herausgegeben.

### Narzissen in der chinesischen Kultur
Narzissen, die zu der Gruppe der Tazetten zählen, gelangten vermutlich durch arabische Händler über die Seidenstraße nach China. Als Gartenpflanze hat sie in der chinesischen Gartenkunst keine besondere Bedeutung errungen. Sie gilt jedoch als Glückssymbol. Marianne Beuchert, die zu den besten Kennern der chinesischen Gartenkunst zählt, schildert, dass Narzissen bis heute als sogenannte einhundertköpfige Wasserfee beim chinesischen Neujahrsfest als besonderes Glückszeichen gelten. Die Narzissenzwiebeln werden dazu nach ihrer Rodung mehrfach eingeschnitten, so dass bis zu zehn Blütenstiele aus einer Narzissenzwiebel wachsen. Da es sich um mehrblütige Narzissen handelt und mehrere Zwiebeln eng in Schalen gepflanzt werden, können so in einer kleinen Schale bis zu 100 Blüten entstehen.

### Narzissen in der persisch-arabischen Kultur
Narzissen zählen in der islamischen Kultur zu den beliebtesten Gartenblumen. Vom persischen Herrscher Chusrau Anuschirwan, der von 537 bis 579 regierte, wird überliefert, dass er Narzissen so sehr verehrte, dass er nicht an Gelagen teilnehmen könne, da ihre Blüte ihn an Augen erinnere. In der arabischen Dichtkunst ist seit dem ausgehenden 8. Jahrhundert die Gleichsetzung von Narzisse und Auge festgelegt. Dieses Bild besteht bis heute. Im 19. Jahrhundert hat der indische Urdu-Dichter Mirza Ghalib deshalb festgehalten:
Damit sie das Grün und die Rose erblicken kann,
hat Gott dem Auge der Narzisse die Kraft zum Sehen verliehen (zit. n. Schimmel, 2001, S. 103)

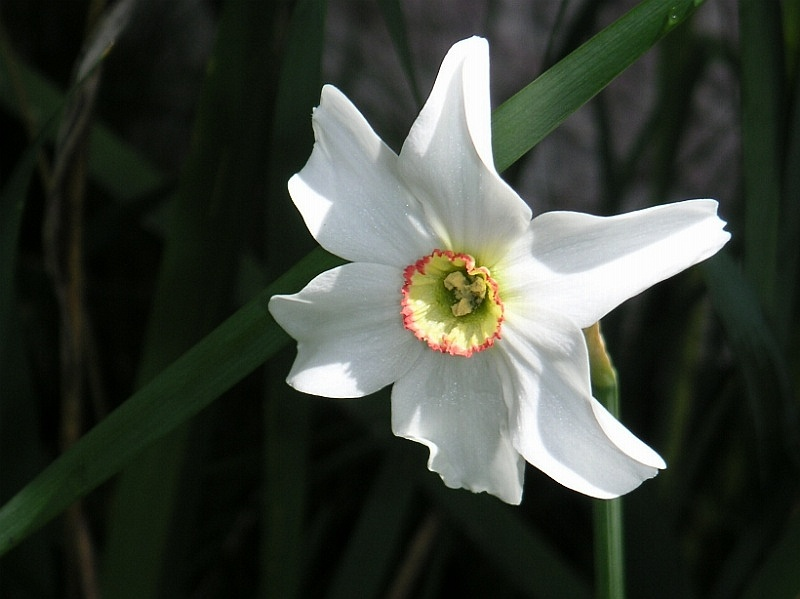
Blüte einer Dichternarzisse – in der arabischen Dichtkunst wird die Blüte dem Auge gleichgesetzt

Nicht immer ist das Bild so positiv. Das weiße Auge der Narzisse kann auch ein blindes Auge sein oder auch ein von Schlaflosigkeit gezeichnetes. Gelegentlich wird die Narzissenblüte auch als Symbol für ein von Liebessehnsucht blind geweintes Auge verwendet.
Eines der berühmtesten Narzissengedichte der arabischen Dichtkunst stammt von Abu Nuwas aus dem 9. Jahrhundert.
Schau an der Erde Gärten und betrachte

die Spur des Künstlerwerks von Gott dem Herrn,

wo Silberaugen, in die Höhe blickend

mit wie aus Gold geschmolznem Augenstern

auf dem smaragdnen Stiele Zeugnis geben,

dass Gott erkennet keinen Nebenherrn.
(zit. n. Schimmel, 2001, S. 99)
Die Islamwissenschaftlerin Annemarie Schimmel hat dazu auf die im arabischen Raum verbreitete Legende hingewiesen, dass der wegen seiner Trinklieder und obszönen Liebeslieder eigentlich zum Sünder verdammte Abu Nuwas eben wegen dieses Narzissengedichtes doch noch in das Paradies aufgenommen wurde. Die hohe Wertschätzung, die Narzissen im Vorderen Orient erfuhren und erfahren, drückt sich auch in einem Mohammed zugeschriebenen Ausspruch aus:
Wer zwei Brote hat, verkaufe eines und kaufe sich Narzissenblüten dafür; denn Brot ist nur dem Körper Nahrung, die Narzisse aber nährt die Seele. (zit. n. Krausch, 2003, S. 305)

## Narzissen als Gartenpflanzen

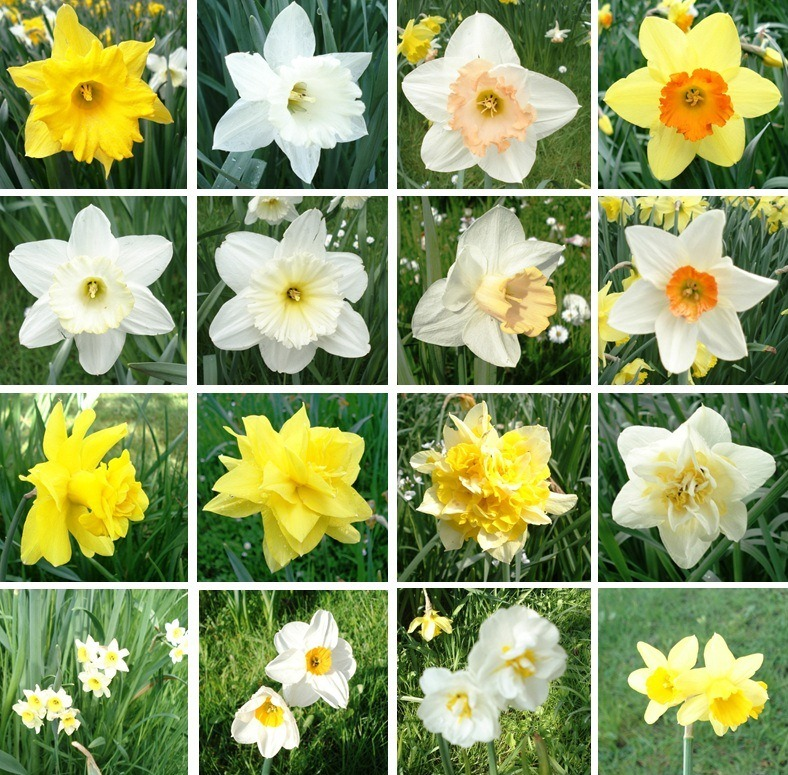
Großblütige und kleinblütige Sorten von Narzissen – Osterglocken (gelb und weiß) mit verschieden geformten und verschieden gefärbten Nebenkronen bzw. gefüllten Blüten

Während einige Wildnarzissenarten spezielle Anforderungen an den Boden stellen, kommen die Narzissensorten, die im Gartenhandel angeboten werden, mit den meisten Gartenböden gut zurecht. Bei wasserspeichernden und lehmigen Böden muss allerdings dafür gesorgt werden, dass durch Beimischung von Sand ein besserer Wasserabzug gewährleistet ist. Neutrale Böden mit einem pH-Wert von 7 sind am besten für die Narzissenkultur geeignet.

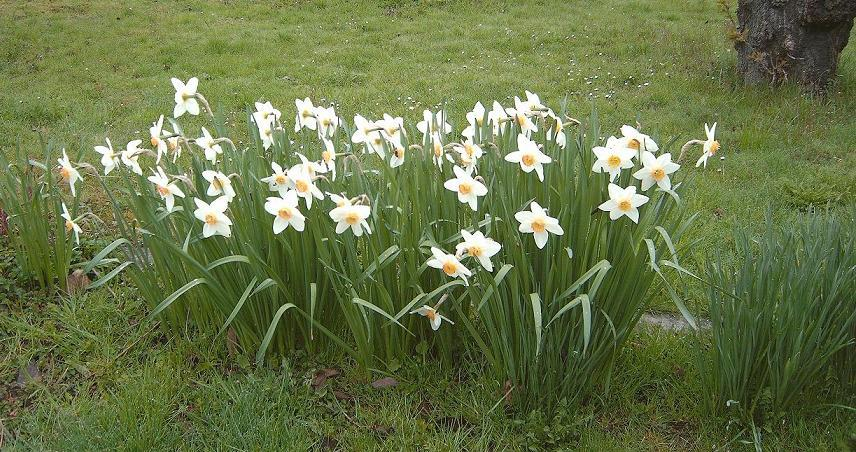
Narzissenblüte Anfang April in einem Garten in der Südsteiermark (Österreich)

Narzissenzwiebeln kommen entweder als Rundnasen oder Doppelnasen in den Handel. Als „Nase“ bezeichnet man dabei die Zwiebelenden, an denen die Laubblätter entsprangen. Doppelnasen bilden in der Regel zwei Gruppen von Laubblättern aus und dementsprechend auch zwei Blütenstängel. Zwiebeln mit mehr Nasen sind überaltert und werden im Handel normalerweise nicht angeboten.
Während der Anlage einer Hauptknospe bildet die Tochterzwiebel einer gepflanzten Doppelnase eine Nebenknospe in der Blattachsel einer Zwiebelschale aus. Diese rückt mit dem Absterben der äußeren Speicherblätter langsam nach außen und wird zu einer weiteren Tochterzwiebel werden. Um zu verhindern, dass eine einmal eingepflanzte Zwiebel immer mehr kleine und damit blühfähige Zwiebeln ausbildet, ist es daher notwendig, die Zwiebeln nach fünf bis sieben Jahren auszugraben. Tochterzwiebeln werden dann von der Hauptzwiebel abgenommen und getrennt eingepflanzt. Wesentlich ist dabei, dass die Zwiebeln ein Stück der Bodenplatte der Zwiebel mitenthalten, da hier die Saugwurzeln gebildet werden.
Narzissen eignen sich besonders gut zur Unterpflanzung von Gehölzgruppen, wo sie in Gruppen von sechs bis zwölf Zwiebeln je Sorte eingesetzt werden. Im Staudenbeet eignen sie sich besonders für die Kultivierung in Nachbarschaft mit Taglilien. Taglilien beginnen mit dem Austrieb ihrer Blätter zur Blütezeit der Narzissen. Sie erleben einen Wachstumsschub etwa um die Zeit, zu der die Narzissenblüten verblüht sind und die Narzissenlaubblätter anfangen zu vergilben. Sehr viele Wildarten und einige der Hybriden wie etwa 'Dutch Master', 'Golden Harvest', 'Carlton', 'Kings Court' und 'Yellow Sun' eignen sich auch für die Verwilderung in Rasenflächen. Narzissen sollten nicht abgemäht werden, bevor das Laub vergilbt, da ihre Zwiebeln sonst nicht ausreichend Nährstoffe für die nächste Blüte sammeln können. Blaublühende Zwiebelgewächse wie die der Gattungen Scilla und Muscari eignen sich ebenfalls zur Verwilderung in Rasenflächen und ergeben mit diesen gelbblühenden Narzissen einen reizvollen Farbkontrast.
Narzissenzwiebeln werden im Gegensatz zu Tulpenzwiebeln nicht von Wühlmäusen gefressen. Diese Gattung eignet sich daher besonders für Gärtner, die gelegentlich Probleme mit diesen Nagetieren haben. In Obstgärten werden Narzissen daher sogar gelegentlich auf die sogenannten Baumscheiben, um die Obstbäume herum gepflanzt, um deren Wurzeln auf diese Weise vor einer Benagung durch Wühlmäuse zu schützen.

## Narzissen im kommerziellen Anbau

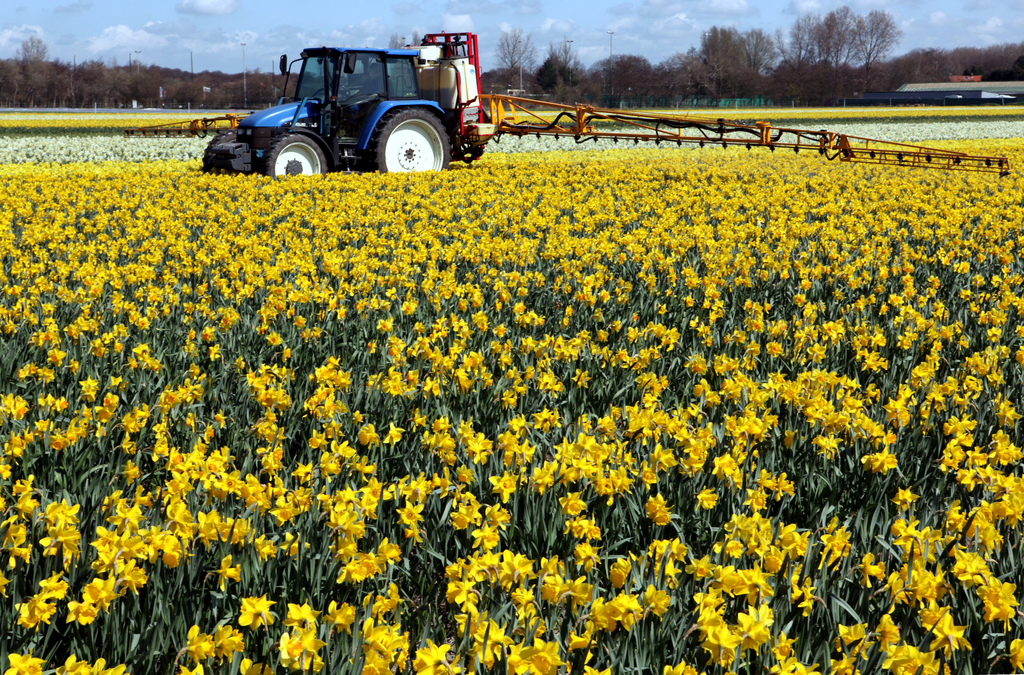
Feldspritze im Einsatz in der europäischen Narzissenproduktion

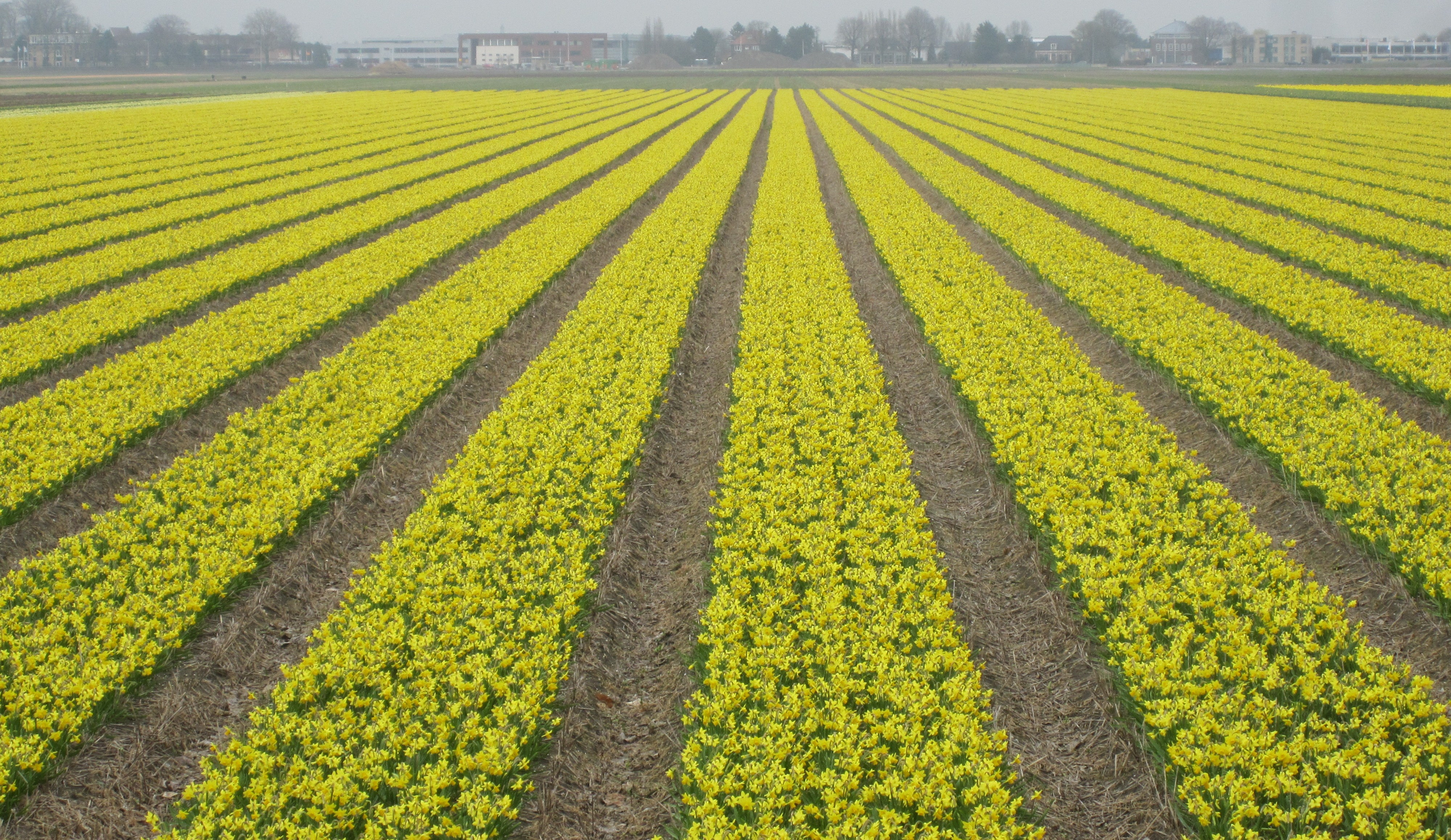
Narzissenanbau in den Niederlanden

### Hauptanbauland Niederlande

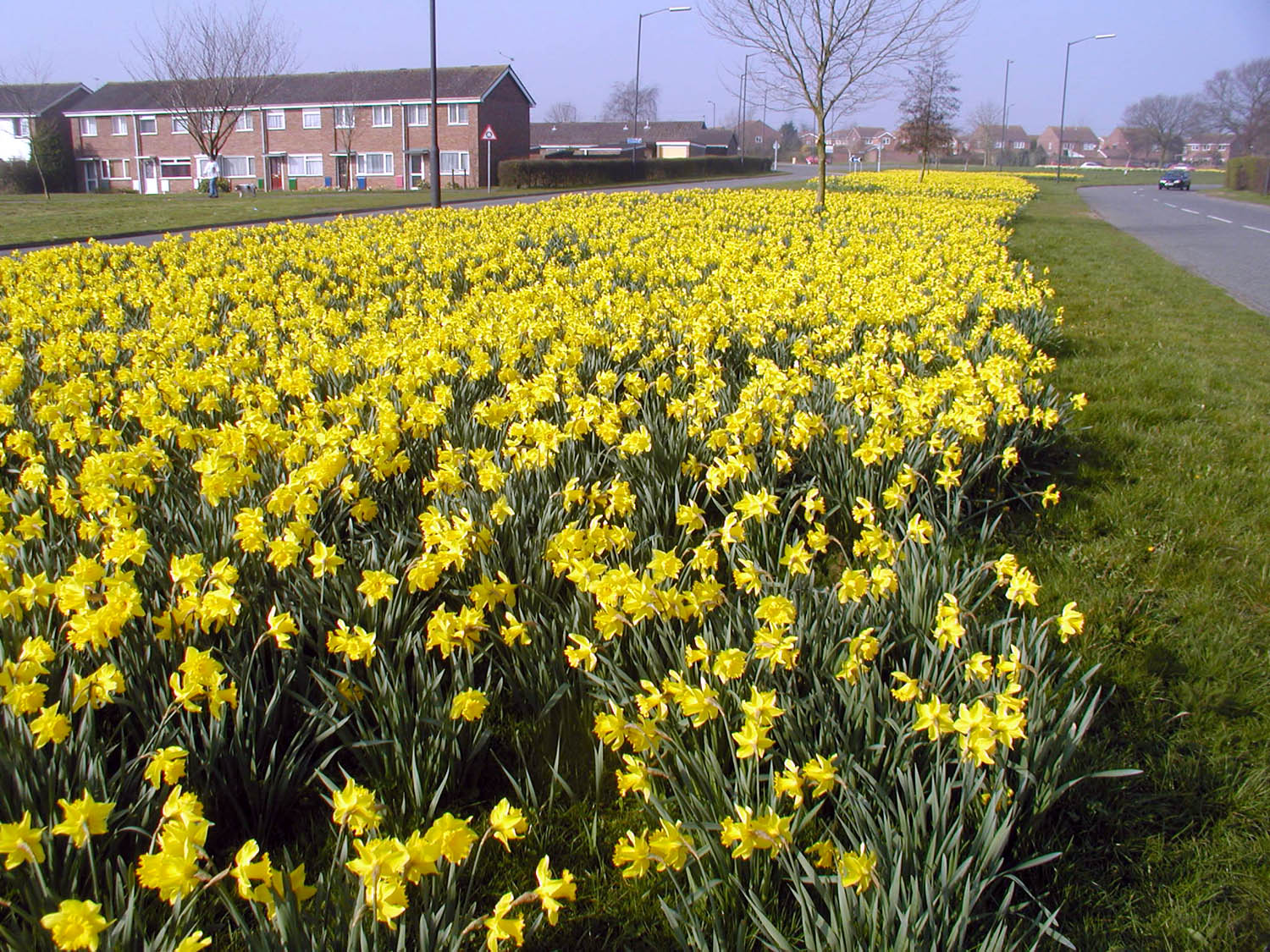
Straßenbild in Yate, Großbritannien – nach den Niederlanden zählt Großbritannien zu den großen Anbauländern von Narzissen

Die Niederlande sind das Land, das im Anbau von Blumenzwiebeln weltweit eine Sonderstellung einnimmt. Auch der kommerzielle Anbau von Narzissen findet vor allem hier statt. Auf etwa 16.700 Hektar werden Blumenzwiebeln angebaut, davon entfallen auf Narzissen etwa 1.800. In den 1990er Jahren wurden hier jährlich etwa 260 Millionen Narzissenzwiebeln herangezüchtet. Bedeutsamer als diese Gattung sind lediglich die Tulpen, Gladiolen, Schwertlilien (Iris), Krokusse und Lilien.
Die Anzahl der produzierten Sorten ist verhältnismäßig gering. Auf 20 Hybriden entfallen etwa zwei Drittel der Anbaufläche. Wichtigste Sorten sind die gelbe 'Carlton' und die weiße 'Ice Follies', die beide in der weiter unten dargestellten Klassifikation von Narzissensorten zur Klasse zwei gehören. Ebenso wie die beiden weiteren Hauptanbausorten 'Dutch Master' und 'Golden Harvest' handelt es sich um Sorten, die schon lange angebaut werden. 'Carlton' und 'Golden Harvest' wurden bereits 1927 als Sorte eingeführt, 'Ice Follies' ist die jüngste Sorte und stammt aus dem Jahre 1953.
Neben den Niederlanden bestehen vor allem in Großbritannien große kommerzielle Betriebe, die sich auf den Anbau von Narzissen spezialisiert haben.

### Der kommerzielle Anbau
Kommerziell werden Narzissenzwiebeln über das sogenannte Twin-scaling vermehrt. Dazu werden Zwiebeln in kleinste Teile zerteilt, so dass zwei nebeneinanderliegende Zwiebelschalen noch durch ein winziges Stück Zwiebelboden miteinander verbunden sind. Nach einer Desinfektion werden sie auf speziellen Nährböden herangezogen. Aus einer einzigen Mutterzwiebel können so etwa 25 bis 35 neue Pflanzen gezogen werden, die nach vier Jahren blühfähig sind.
Die „Ernte“ von Zwiebeln, die in den Handel kommen sollen, erfolgt im Sommer. Aufgenommene Zwiebeln werden zunächst sortiert. Um einen Schädlingsbefall zu verhindern, werden Narzissenzwiebeln üblicherweise nach einer Lagerphase von zwei bis drei Wochen einer Heißwasserbehandlung unterzogen. Dieses Bad in 43,5 °C heißem Wasser, dem meist noch ein Beizmittel beigegeben ist, beugt sowohl der Schädigung durch Narzissenfliegen als auch dem Befall durch Nematoden vor. Anschließend werden die Zwiebeln bei relativ hoher Temperatur getrocknet. Große kommerzielle Anbauer, die sich vor allem in den Niederlanden befinden, lagern ihre Zwiebeln bis zum Verkauf in speziellen Schuppen, in denen eine konstante Raumtemperatur von 15,5 °C herrscht.

### Der Handel

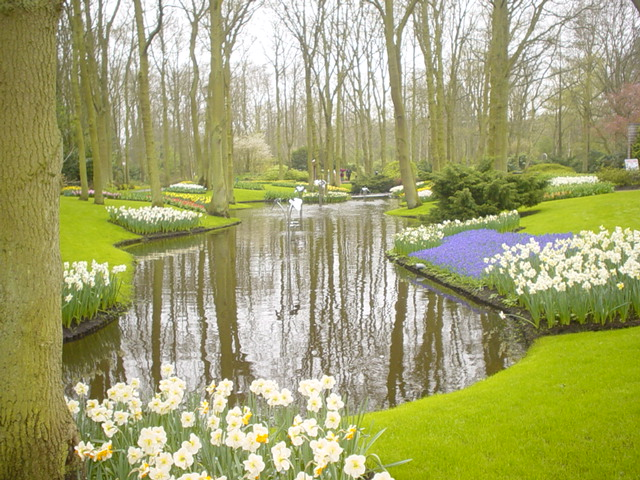
Narzissenanlage auf dem niederländischen Keukenhof, einer aus einem Sichtungsgarten hervorgegangenen Touristenattraktion

Früher ersteigerten Großkunden auf Feldern mit blühenden Pflanzen ganze Flächen und erhielten dann die geernteten Zwiebeln dieser Fläche. Dies ist heute nicht mehr üblich. Vermarktungsbüros verkaufen die Zwiebeln, wobei die Zwiebeln allerdings immer noch weit vor der Ernte verkauft werden. Für Aufkäufer von Blumenzwiebeln gibt es in den Niederlanden spezielle Sichtungsgärten, wo sich Großkunden einen Eindruck von blühenden Pflanzen verschaffen und verschiedene Sorten miteinander vergleichen können. Ausgestellt werden dort neben Narzissen auch andere Zwiebelgewächse wie etwa Tulpen und Hyazinthen. Einzelne sehr große Sichtungsgärten zeigen dabei mehr als 1.000 Narzissenhybriden. Anders als der Keukenhof, eine sehr bekannte niederländische Gartenanlage, die vor allem im Frühjahr von tausenden von Touristen besucht wird und auf dessen Fläche nur etwa 100 Narzissenhybriden angebaut werden, sind in diesen Sichtungsgärten Bustouristen nicht erwünscht. Für Individualbesucher sind dagegen diese Gärten frei zugänglich. Ein Kauf von Zwiebeln ist hier für den Einzelkunden allerdings nicht möglich. Kommt es in Sichtungsgärten zu Geschäftsabschlüssen, werden meist mehrere Zentner Narzissenzwiebeln verkauft.
Schnittblumen gelangen über die üblichen Handelswege in den Handel. Hochwertige Narzissen werden gelegentlich auch in Treibkisten (siehe Treiberei) an Floristen ausgeliefert. Im Einzelhandel werden die Blüten dann je nach Bedarf geerntet.

### Narzissentreiberei
Narzissen kommen bereits ab Weihnachten als Schnitt- oder blühende Topfpflanzen in den Handel und werden bis in die Osterzeit angeboten. Um den Markt über diese lange Periode mit Narzissen versorgen zu können, müssen die Anbaubetriebe die Narzissenzwiebeln entsprechend vorbehandeln. Sollen sie bereits im Dezember blühen, werden die Zwiebeln im Juni gerodet, anschließend getrocknet und dann zunächst vier Tage lang bei einer Raumtemperatur von 34 Grad gelagert. Dem folgen zwei Wochen Lagerung bei 30 Grad und weitere zwei Wochen bei 17 Grad Raumtemperatur. Die Blühfähigkeit wird über eine dann anschließende Kältelagerung bei konstant 9 Grad erreicht. Pflanzen, die zu Weihnachten zur Blüte gebracht werden sollen, werden in der Regel dicht in magerer Komposterde in Obststeigen ausgepflanzt. Bei einer Kultur im Gewächshaus dauert es je nach Sorte zwischen 19 und 30 Tagen, bis die Pflanzen blühen.
Bei Narzissen, die man als Schnitt- oder Topfpflanzen ab Mitte Januar ernten möchte, entfällt die Lagerung bei hohen Temperaturen. Nach der Ernte werden sie zunächst bei 17 Grad zwischengelagert und ab September auf 9 Grad heruntergekühlt. Sie können dann auch schon im Freiland ausgepflanzt werden, wenn sie durch sogenannte Rollhäuser vor zu starken Kälteeinbrüchen geschützt werden. Oft werden in Gärtnereien Narzissen- und andere Blumenzwiebeln auch in mit Erde gefüllten Holzsteigen ausgelegt, mit einer dicken Sandschicht bedeckt und in mit Strohmatten abgedeckten Frühbeetkästen im Freiland ausgestellt. Je nach Bedarf werden dann die Steigen freigelegt und im Gewächshaus bis zur Blüte vorgetrieben.

### Zuchtziele

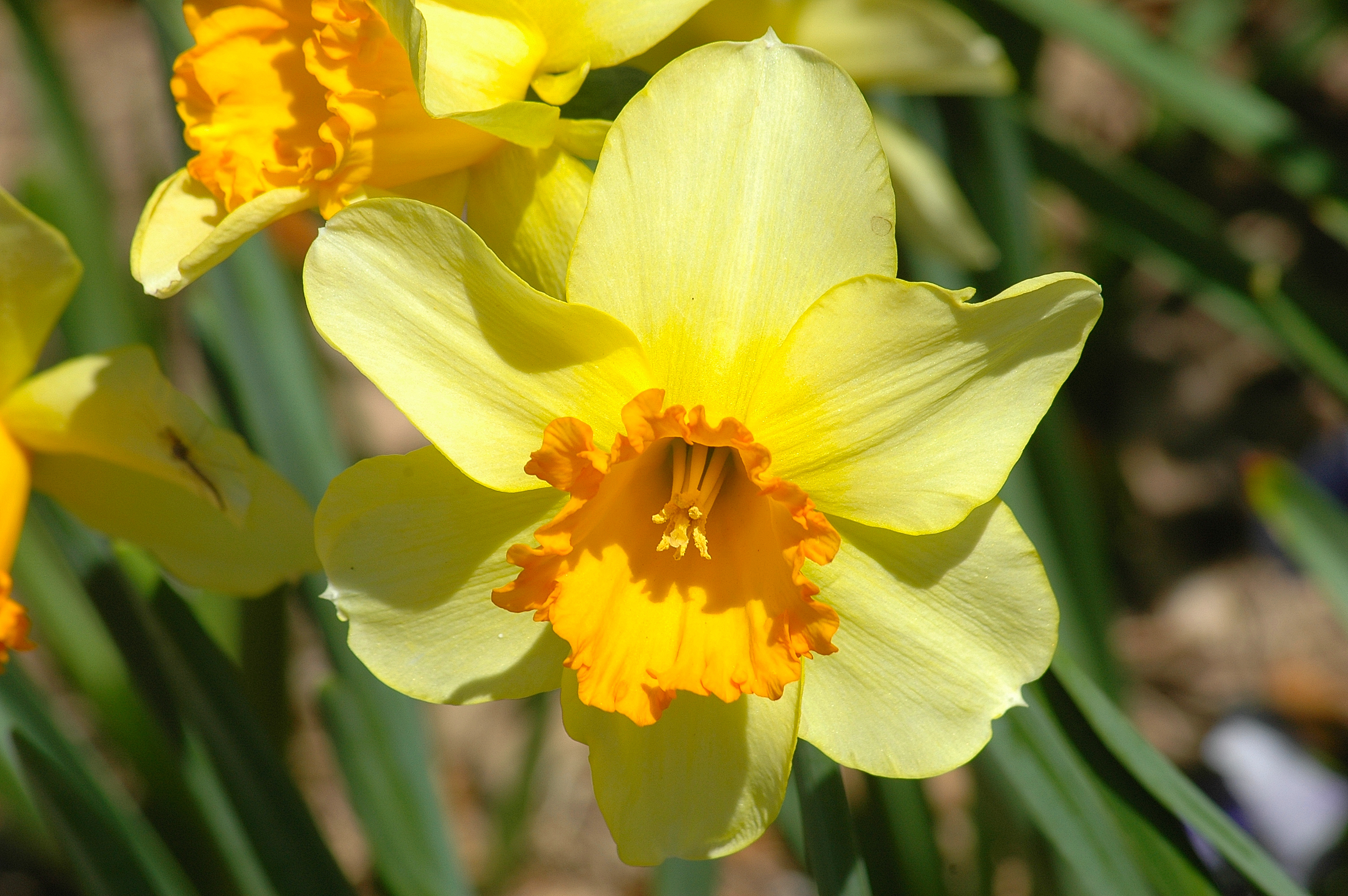
Blüte einer unbekannten Narzissensorte: Die Heranzüchtung neuer Sorten mit deutlich farbig abgesetzten Nebenkronen gehört zu den Zuchtzielen

Die Royal Horticultural Society ist die internationale Registrierungsstelle für neue Narzissenhybriden. Anfang der 1990er Jahre waren mehr als 24.000 Sorten eingetragen. Bei Sorten, die sich auch für den kommerziellen Anbau eignen sollen, gehört es zu den Zuchtzielen, dass die Stiellänge 30 Zentimeter nicht unterschreitet. Dadurch eignen sie sich für den Anbau als Schnittblumen. Knospig geschnittene Blüten sollen außerdem erst nach einigen Tagen aufgehen. Dies ermöglicht, sie als Bundware in den Handel zu bringen und zu gewährleisten, dass sie erst beim Floristen, der sie verarbeitet, aufzublühen beginnen.
Trotz der sehr hohen Zahl von Sorten werden auch für die Anpflanzung im Garten immer neue Sorten gezüchtet. Hier sind die Zuchtziele vor allem neue Farbkombinationen. So gibt es heute Sorten, deren Nebenkrone rosafarben ist. Gerne im Garten gepflanzt werden vor allem die kleinwüchsigen Sorten. Hier gehört es zu den Zuchtzielen, die Farbpalette der Blüte zu erweitern und vor allem winterharte Hybriden heranzuziehen.

## Einteilung der Arten und Sorten

### Systematik der Wildarten

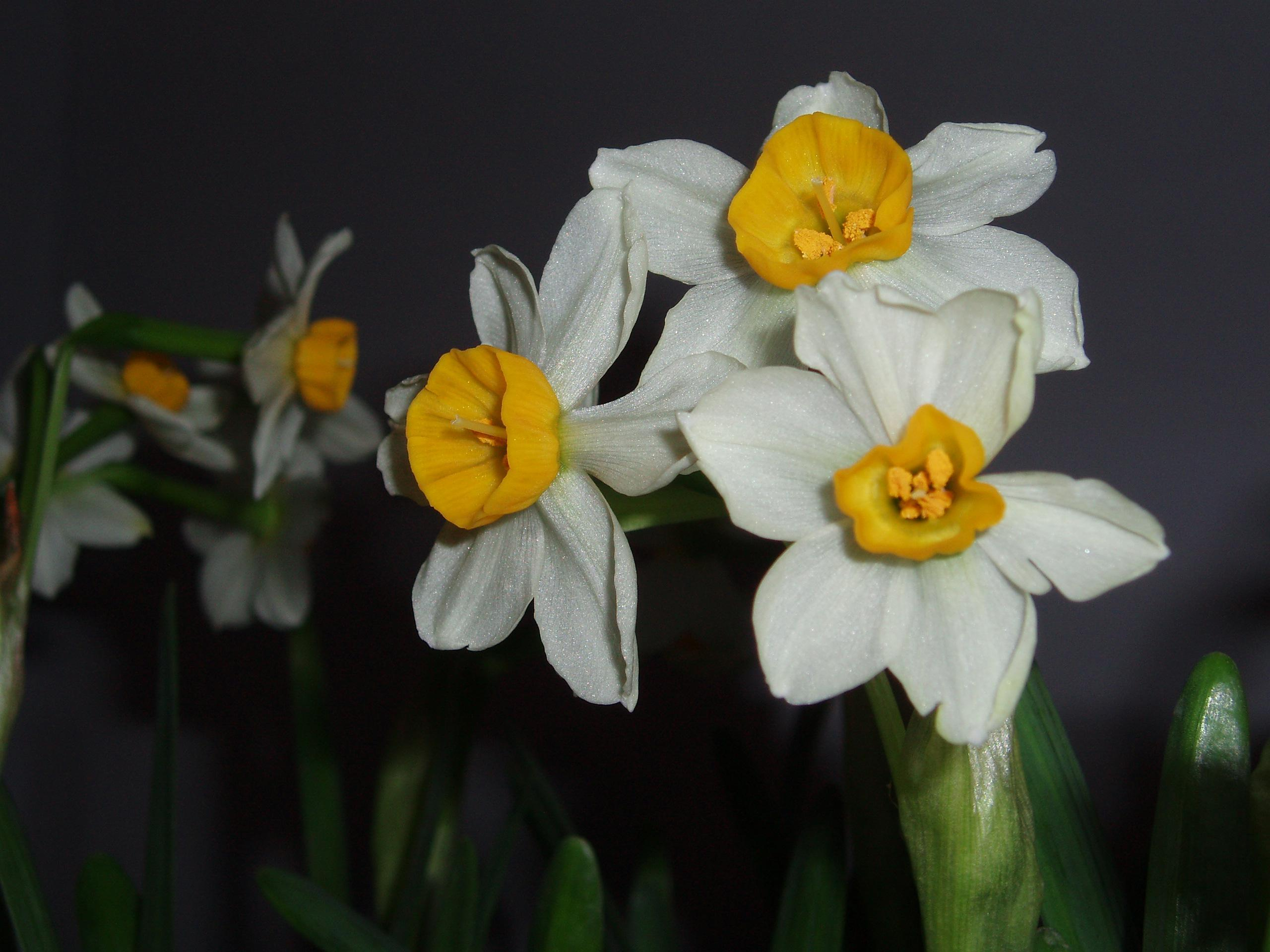
Strauß-Narzisse

Die Artenzahl innerhalb der Gattung der Narzissen ist nach wie vor umstritten. Walter Erhardt (1993) geht in seiner sehr umfassenden Darstellung der Gattung von 66 verschiedenen Arten aus, The International Daffoldil Register and Classified List 2008 akzeptiert 85 Arten.
Die Gattung der Narzissen ist im Laufe der botanischen Geschichte mehrfach nach unterschiedlichen Kriterien klassifiziert worden. 1966 wurde eine Einteilung durch Frederick Gustav Meyer vorgenommen, der bis heute viele deutsche Gärtnereien folgen. In England und in wissenschaftlichen Kreisen wurde dagegen lange Zeit der 1968 veröffentlichten Einteilung von Abilio Fernandes gefolgt. 1990 erfolgte eine neue Klassifikation durch John W. Blanchard, bei der auch Unterarten und Varietäten berücksichtigt wurden. Die Darstellung der Narzissenarten im Artikel Systematik der Narzissen gibt diese Systematik wieder.

### Die Einteilung der Narzissen in Klassen
Aus gärtnerischer Sicht werden die Narzissenarten und ihre Hybriden in 12 Klassen, gelegentlich auch als Divisionen bezeichnet, eingeteilt. Ausschlaggebend für diese Einteilung ist meist die Form und Länge der Nebenkrone, die Anzahl der Blüten je Stängel, aber auch die Blütezeit. Diese Form der Klassifizierung ist ein Hilfsmittel, um Bepflanzungen zu planen. Die meisten im Handel erhältlichen Narzissen stammen aus der Klasse 1, den Trompetennarzissen; der Klasse 2, den großkronigen Narzissen und der Klasse 8, den Tazetten, die allerdings in der Gartenkultur bereits anspruchsvoller sind.
Die Wildarten stellen innerhalb dieser Klassifizierung eine Ausnahme dar, da sie und die in der Natur vorkommenden Arthybriden grundsätzlich in die Klasse 10 gestellt werden.
Eine ausführliche Beschreibung dieser Klassifizierung und den jeweiligen Kulturbedingungen ist im Artikel Klassifizierung der Narzissen wiedergegeben.

## Die Narzisse in der griechischen Mythologie
In zwei Sagen der griechischen Mythologie spielt die Narzisse eine Rolle. Sie sind von Homer beziehungsweise von Pausanias überliefert und wurden später von den römischen Dichtern wie etwa Ovid in ihren Dichtungen verarbeitet.

### Der Raub der Persephone
Der Raub der jungen Persephone, der Tochter der Demeter, durch Hades wird in der homerischen Hymne (5,21) an Demeter geschildert:
„Fern von Demeter, der Herrin der Ernte, die mit goldener Sichel schneidet, spielte sie und pflückte Blumen mit den Töchtern des Okeanos, Rosen, Krokus und schöne Veilchen, Iris, Hyazinthen und Narzissen. Die Erde brachte die Narzisse hervor als wundervolle Falle für das schöne Mädchen nach Zeus' Plan, um Hades, der alle empfängt, zu gefallen. Sie war für alle, unsterbliche Götter und sterbliche Menschen, ein wundervoller Anblick, aus ihrer Wurzeln wuchsen einhundert Köpfchen, die einen so süßen Duft verströmten, dass der ganze weite Himmel droben und die ganze Erde lachten und die salzige Flut des Meeres. Das Mädchen war bezaubert und streckte beide Hände aus, die Pracht zu greifen. Doch als sie es tat, öffnete sich die Erde und der Herrscher Hades, dem wir alle begegnen werden, brach hervor mit seinen unsterblichen Pferden auf der Ebene von Nysa. Der Herr Hades, Sohn des Kronos, der mit vielen Namen genannte. Um Erbarmen flehend, wurde sie in den goldenen Wagen gezerrt.“ (Zitiert nach Beuchert, S. 233 f.)

### Die Sage von Narziss

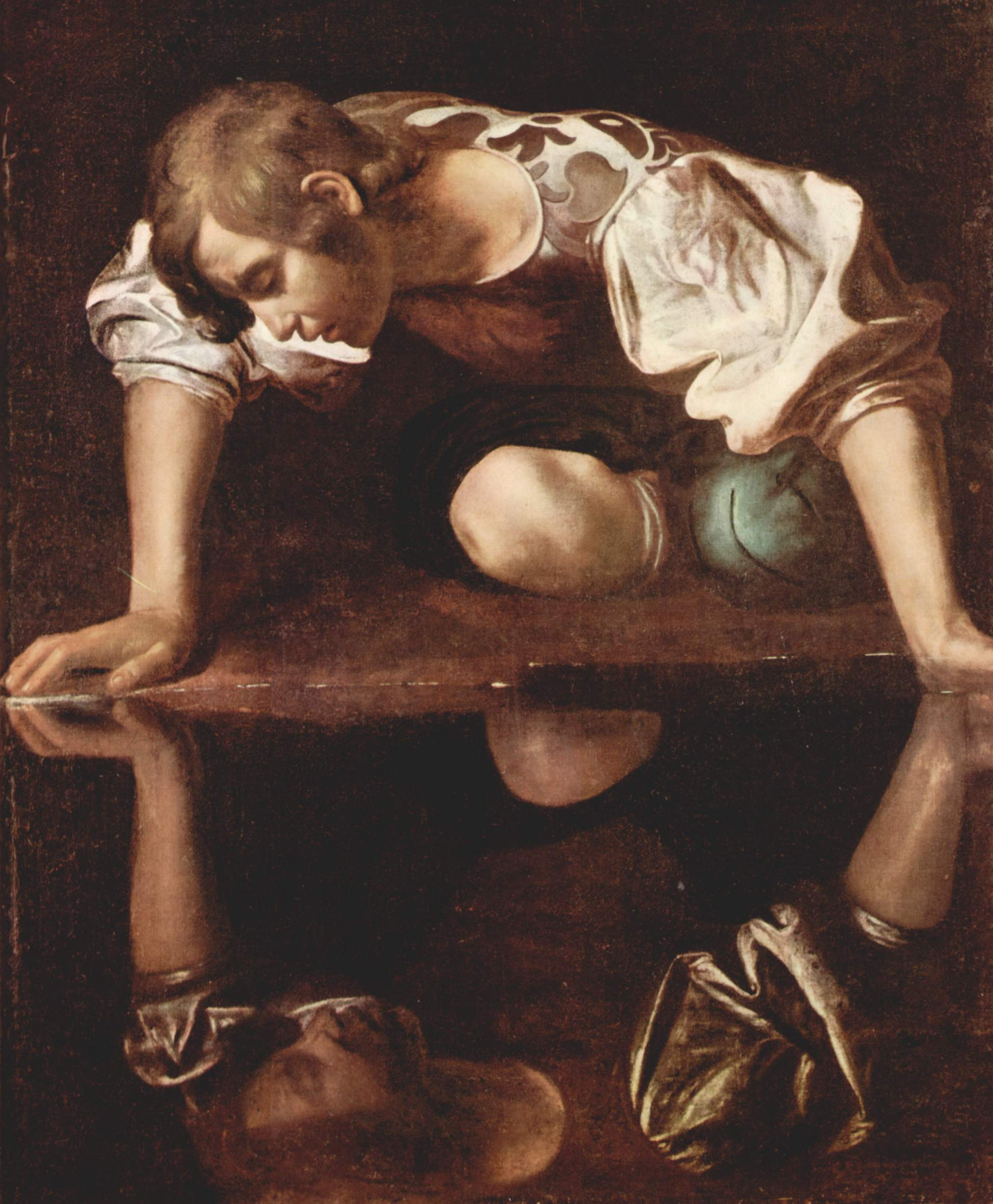
Caravaggio: Narziss

Die Sage von Ovid berichtet von einem Jüngling mit dem Namen Narziss oder Narkissos, der von ungewöhnlich reizvollem Erscheinungsbild war. In ihn verliebte sich die Quellnymphe Echo. Ihr Schicksal war es aber, dass der Jüngling ihr Werben um ihn nicht vernehmen konnte, da sie stets nur die zu ihr gesprochenen Worte zurückgeben konnte. Narziss dagegen spottete über sie, während sie sich so nach ihm verzehrte, dass sie dahinschwand und nur noch ihr Echo zu vernehmen war.
Dafür wurde er von Nemesis dadurch bestraft, dass er in unstillbare Liebe zu seinem eigenen im Wasser widergespiegelten Abbild verfiel. Damit erfüllte sich die Vorhersage des Sehers Teiresias, wonach er ein langes Leben nur dann haben werde, wenn er sich nicht selbst kennenlerne.
Eines Tages setzte Narziss sich an den See, um sich seines Spiegelbildes zu erfreuen. Nach seinem Tode wurde er in eine Narzisse verwandelt. (Pausanias 9.31,7)